# Regulus teneriffae
El reyezuelo de Tenerife (Regulus teneriffae) es una especie de ave paseriforme de la familia Regulidae endémica de las islas Canarias occidentales. Habita en los bosques de pino canario de La Gomera y Tenerife.
En el pasado se creía que era una subespecie de reyezuelo sencillo (Regulus regulus teneriffae), y que los ejemplares de La Palma y El Hierro pertenecían a este taxón. Pero el reyezuelo tinerfeño fue separado en una especie aparte, porque al parecer evolucionó a partir de una colonización de las islas Canarias independiente, hace unos 1,3–1,8 millones de años, anterior a la de los reyezuelos sencillos (Regulus regulus ellenthalerae) de la Palma y El Hierro.